# Kazimierz Jonkisz

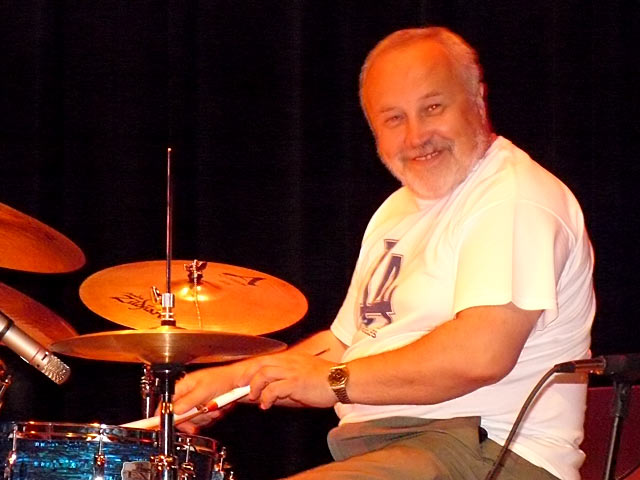
Kazimierz Jonkisz, in 2007

Kazimierz Jonkisz (Wilamowice, 1948) is een Poolse jazz-drummer.
Jonkisz won op achttienjarige leeftijd op het jazzfestival "Jazz by the Odra '67" een prijs als soloïst en studeerde in 1971 af aan het conservatorium in Katowice met een Krzysztof Komeda-award. Sinds 1978 leidt hij zijn eigen groepen, waarmee hij ook opnames heeft gemaakt. Hij speelde en nam op met Poolse musici als Tomasz Stańko en Michał Urbaniak, maar werkte ook met buitenlandse muzikanten, waaronder Al Cohn, Roy Hargrove, Larry Coryell en John Hicks. Jonkisz is op meer dan zeventig platen te horen, ook op rockplaten (Marek Grechuta). Sinds het einde van de jaren negentig geeft hij les op de jazz-afdeling van het Fryderyk Chopin Universiteit voor Muziek in Warschau.

## Discografie (selectie)
- Tiritaka, Polskie Nagrania Muza, 1981
- Outsider, Polskie Nagrania Muza, 1987
- XYZ (opnames 1984 en 1987), Poljazz, 1984
- Tribute to Duke, Polonia Records, 1997
- Energy